# Club Deportivo Varea
El Club Deportivo Varea és un club de futbol espanyol amb seu a Varea, Logronyo, a la comunitat autònoma de La Rioja. Fundat l'any 1967 i refundat l'any 2009, juga a Tercera Federació, i celebra els partits a casa a l'Estadi Municipal de Varea, amb una capacitat de 2.000 places.

## Història
El Club Deportivo Varea va jugar els primers 36 anys de la seva existència a les lligues autonòmiques (per un breu període de cinc anys a Tercera Divisió).
L'any 2008-09, el club va aconseguir l'ascens a la tercera divisió. Poc abans de l'inici de la temporada següent, el seu lloc va ser venut a la UD Logroñés, de cara a una millor representació de la Rioja. No obstant això, només uns mesos després, es va refundar, i va tornar a competir a Preferent (cinquè nivell), tornant a la quarta divisió al primer intent. La temporada 2018-19 el club va acabar 6è a Tercera Divisió, grup 16.

## Temporada a temporada

### CD Varea (1967)
| Temporada | Nivell | Divisió | Lloc | Copa del Rei |
| --------- | ------ | ------- | ---- | ------------ |
| 1969–70   | 5      |         | 5è   |              |
| 1970–71   | 5      |         | 11è  |              |
| 1971–72   | 5      |         | 7è   |              |
| 1972–73   | 5      |         | 11è  |              |
| 1973–74   | 5      |         | 13è  |              |
| 1974–75   | 6      |         | 3r   |              |
| 1975–76   | 5      | 1ª Reg. | 13è  |              |
| 1976–77   | 6      |         | 10è  |              |

### CD Varea (1982)
| Temporada | Nivell | Divisió    | Lloc | Copa del Rei |
| --------- | ------ | ---------- | ---- | ------------ |
| 1982–83   | 7      | 2a Reg.    | 4t   |              |
| 1983–84   | 6      | 1a Reg.    | 16è  |              |
| 1984–85   | 6      | 1a Reg.    | 17è  |              |
| 1985–86   | 7      | 2a Reg.    | 9è   |              |
| 1986–87   | 6      | 1a Reg.    | 12è  |              |
| 1987–88   | 6      | 1a Reg.    | 3r   |              |
| 1988–89   | 5      | Reg. Pref. | 8è   |              |
| 1989–90   | 5      | Reg. Pref. | 14è  |              |
| 1990–91   | 5      | Reg. Pref. | 10è  |              |
| 1991–92   | 5      | Reg. Pref. | 1r   |              |
| 1992–93   | 4      | 3a         | 17è  |              |
| 1993–94   | 4      | 3a         | 11è  |              |
| 1994–95   | 4      | 3a         | 16è  |              |
| 1995–96   | 4      | 3a         | 16è  |              |

| Temporada | Nivell | Divisió    | Lloc | Copa del Rei |
| --------- | ------ | ---------- | ---- | ------------ |
| 1996–97   | 4      | 3a         | 19th |              |
| 1997–98   | 5      | Reg. Pref. | 2n   |              |
| 1998–99   | 5      | Reg. Pref. | 2n   |              |
| 1999–2000 | 5      | Reg. Pref. | 2n   |              |
| 2000–01   | 5      | Reg. Pref. | 2n   |              |
| 2001–02   | 5      | Reg. Pref. | 2n   |              |
| 2002–03   | 5      | Reg. Pref. | 2n   |              |
| 2003–04   | 4      | 3a         | 13è  |              |
| 2004–05   | 4      | 3a         | 4t   |              |
| 2005–06   | 4      | 3a         | 5è   |              |
| 2006–07   | 4      | 3a         | 6è   |              |
| 2007–08   | 4      | 3a         | 6è   |              |
| 2008–09   | 4      | 3a         | 1r   |              |

- 11 temporades a Tercera Divisió

### CD Varea (2009)
| Temporada | Nivell | Divisió    | Lloc    | Copa del Rei  |
| --------- | ------ | ---------- | ------- | ------------- |
| 2009–10   | 5      | Reg. Pref. | 2n      |               |
| 2010–11   | 4      | 3a         | 11è     |               |
| 2011–12   | 4      | 3a         | 4t      |               |
| 2012–13   | 4      | 3a         | 4t      |               |
| 2013–14   | 4      | 3a         | 1r      |               |
| 2014–15   | 4      | 3a         | 1r      | Primera ronda |
| 2015–16   | 4      | 3a         | 5è      | Primera ronda |
| 2016–17   | 4      | 3a         | 6è      |               |
| 2017–18   | 4      | 3a         | 5è      |               |
| 2018–19   | 4      | 3a         | 6è      |               |
| 2019–20   | 4      | 3a         | 2n      |               |
| 2020–21   | 4      | 3a         | 3r / 6è |               |
| 2021–22   | 5      | 3a RFEF    | 4t      |               |
| 2022–23   | 5      | 3a Fed.    | 2n      |               |
| 2023–24   | 5      | 3a Fed.    |         | Primera ronda |

- 11 temporades a Tercera Divisió
- 3 temporades a Tercera Federació /Tercera Divisió RFEF